# Mleczarnia

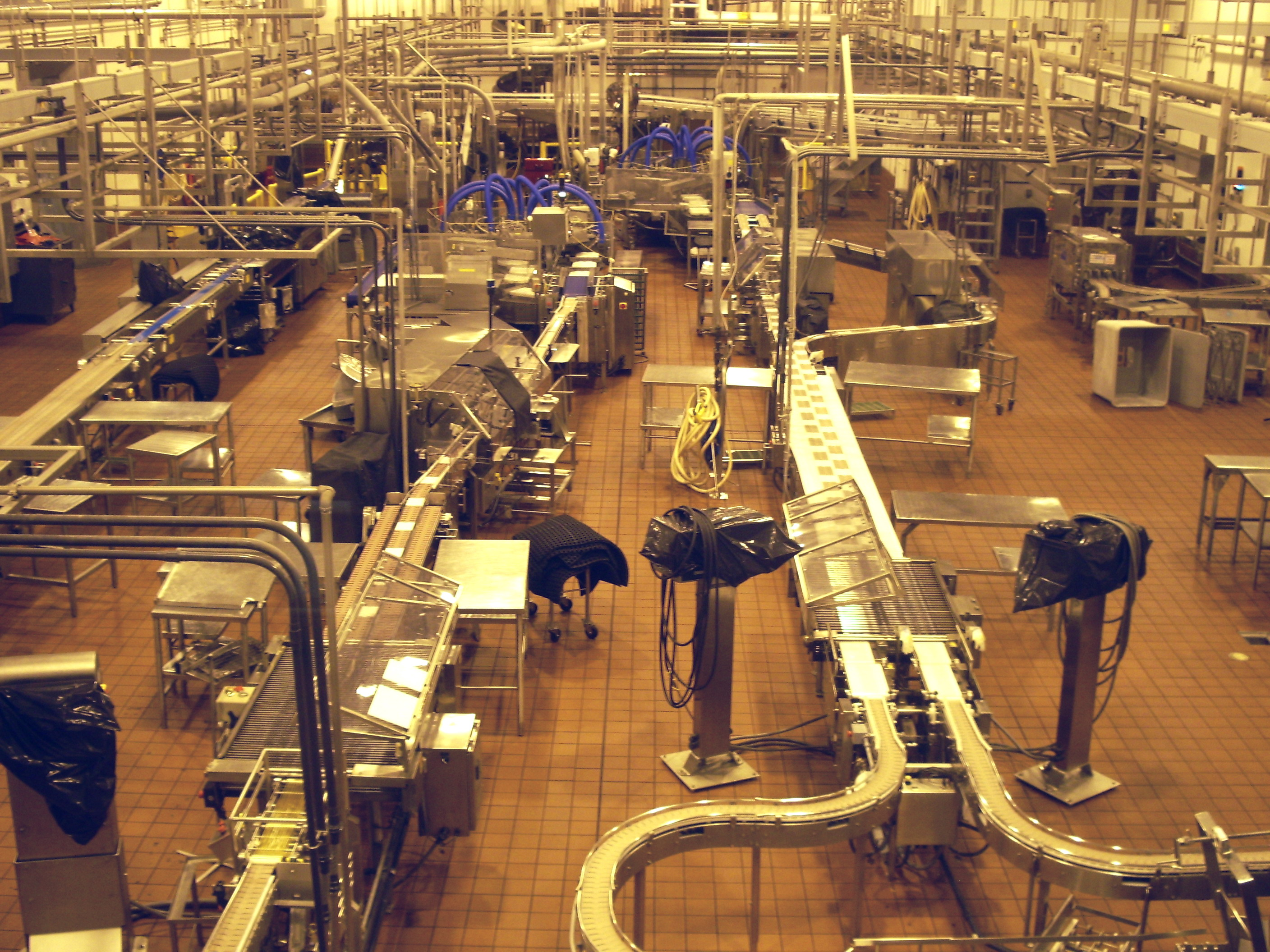
Wnętrze mleczarni, zakład produkcji serów (2008)

Mleczarnia – zakład przemysłu spożywczego przygotowujący mleko konsumpcyjne, mleko w proszku, mleko skondensowane, masło, sery.
Termin ten oznacza również wyodrębnione miejsce w gospodarstwie rolnym, przeznaczone do cedzenia, schładzania i przechowywania mleka z udoju.
W skład branży mlecznej wchodzą:
- producenci mleka,
- przetwórcy mleka,
- producenci pasz i nawozów,
- laboratoria,
- producenci/dystrybutorzy dodatków,
- producenci półproduktów,
- producenci maszyn i urządzeń,
- dystrybutorzy,
- producenci środków higieny,
- usługodawcy z zakresu badań i rozwoju
- oraz inne przedsiębiorstwa i instytucje uczestniczące w łańcuchu funkcjonowania mleczarni[2].

Do produktów mleczarskich zalicza się:
- mleko konsumpcyjne
- mleko w proszku
  - mleko odtłuszczone
  - mleko pełne
- mleko zagęszczone
- masło
- maślanka
- śmietana
- śmietanka
- mleczne napoje fermentowane
  - jogurt
  - kefir
  - kumys
  - serwatka
  - zsiadłe mleko
- sery